# Langlands-programma
Het langlands-programma is een web van verreikende en invloedrijke vermoedens, die de getaltheorie en de representatietheorie van bepaalde groepen met elkaar verbinden. Het programma werd door Robert Langlands vanaf 1967 opgesteld.

## Verbinding met de getaltheorie
Als uitgangspunt van het programma kan reciprociteitswet van Emil Artin worden gezien. In deze wet veralgemeent Artin de kwadratische reciprociteit. De Artin-reciprociteitswet is van toepassing op een galois-uitbreiding van algebraïsche getallenlichamen, waarvan de galoisgroep een abelse groep is, zij wijst L-functies toe aan een-dimensionale weergaven van die Galoisgroep, en stelt dat deze L-functies identiek zijn aan zekere dirichlet-L-reeks of meer algemene reeksen (dat wil zeggen, bepaalde analoga van de riemann-zèta-functie) opgebouwd uit hecke-karakters. De precieze correspondentie tussen deze verschillende soorten van L-functies vormt Artins wederkerigheidswet.
Voor niet-abelse galoisgroepen en hoger-dimensionale representaties daarvan, kan men nog steeds L-functies definiëren op een natuurlijke manier: Artin-L-functies.
Het inzicht van Langlands was om de juiste veralgeming van Dirichlet's L-functies te vinden, die de formulering van Artin's wet in deze algemenere setting mogelijk zou maken. Hecke had eerder Dirichlet's L-functies gerelateerd aan automorfe vormen (holomorfe functies op het bovenste halve vlak van {\displaystyle \mathbb {C} } (de complexe getallen) die voldoen aan bepaalde functionele vergelijkingen).
Langlands veralgemeende deze vervolgens tot automorfe cuspidalis representaties, die bepaalde oneindig dimensionale irreducibele representaties zijn van de algemene lineaire groep GL(n) over de adele ring van 
{\displaystyle \mathbb {Q} }. (Deze ring houdt tegelijkertijd alle completies bij van 
{\displaystyle \mathbb {Q} }.
Langlands verbond automorfe L-functies aan deze automorfe representaties en veronderstelde dat elke Artin L-functie die voortkomt uit een eindig-dimensionale representatie van de Galoisgroep van een algebraïsch getallenlichaam gelijk is aan een functie die voortkomt uit een automorfe cuspidale representatie. Dit staat bekend als zijn "reciprociteitsconjectuur".
Grofweg geeft de reciprociteitsconjectuur een overeenkomst tussen automorfe representaties van een reductieve groep en homomorfismen van een Langlands groep naar een L-groep. Er zijn talloze variaties hierop, deels omdat de definities van Langlands groep en L-groep niet vastliggen.

## Implicaties
Voor een leek of zelfs een niet-gespecialiseerde wiskundige kunnen de abstracties binnen het Langlands-programma enigszins ondoorgrondelijk zijn. Er zijn echter enkele sterke en duidelijke implicaties voor het bewijzen of weerleggen van de fundamentele Langlands-conjecturen.
Aangezien het programma een krachtige verbinding legt tussen de analytische getaltheorie en veralgemeningen van de algebraïsche meetkunde, resulteert het idee van 'functorialiteit' tussen abstracte algebraïsche representaties van algebraïsch getallenlichamen en hun analytische priemconstructies in krachtige functionele hulpmiddelen die een exacte kwantificering van priemverdelingen mogelijk maken. Dit levert op zijn beurt de mogelijkheid voor classificatie van diofantijnse vergelijkingen en verdere abstracties van algebraïsche functies.
Bovendien, als de wederkerigheid van zulke veralgemeende algebra's voor de gestelde objecten bestaat, en als kan worden aangetoond dat hun analytische functies goed gedefinieerd zijn, zouden enkele zeer diepgaande resultaten in de wiskunde binnen het bereik van een bewijs kunnen liggen. Voorbeelden zijn: rationele oplossingen van elliptische krommen, topologische constructie van algebraïsche variëteiten en de beroemde Riemann-hypothese. Zulke bewijzen zouden naar verwachting gebruik maken van abstracte oplossingen in objecten van veralgemeende analytische reeksen, die elk betrekking hebben op de invariantie binnen structuren van getallenvelden.
Daarnaast zijn er verbanden gelegd tussen het Langlands programma en de M-theorie, omdat hun dualiteiten op niet-triviale manieren met elkaar verbonden zijn, wat mogelijke exacte oplossingen in de superstringtheorie oplevert (zoals op vergelijkbare wijze is gedaan in de groepentheorie door middel van monsterlijke maneschijn).
Eenvoudig gezegd impliceert het Langlands project een diep en krachtig raamwerk van oplossingen, dat de meest fundamentele gebieden van de wiskunde raakt, door middel van veralgemeningen van hoge orde in exacte oplossingen van algebraïsche vergelijkingen, met analytische functies als ingebed in geometrische vormen. Het maakt het mogelijk om veel verafgelegen wiskundige gebieden te verenigen in een formalisme van krachtige analytische methoden. Edward Frenkel spreekt in dit verband over het Langlands programma als een soort Grand Unified Theory voor de wiskunde.

## Prijzen
Langlands ontving in 1996 de Wolfprijs, in 2006 de Nemmersprijs en in 2018 de Abelprijs in de wiskunde als erkenning voor zijn werk over deze vermoedens.
Laurent Lafforgue ontving in 2002 de Fields-medaille voor zijn werk over het functieveldgeval. Dit werk borduurde voort op eerder onderzoek door Vladimir Drinfel'd, die al eerder, in 1990, ook een Fields-medaille voor zijn werk mocht ontvangen.